# Cshollima-szobor

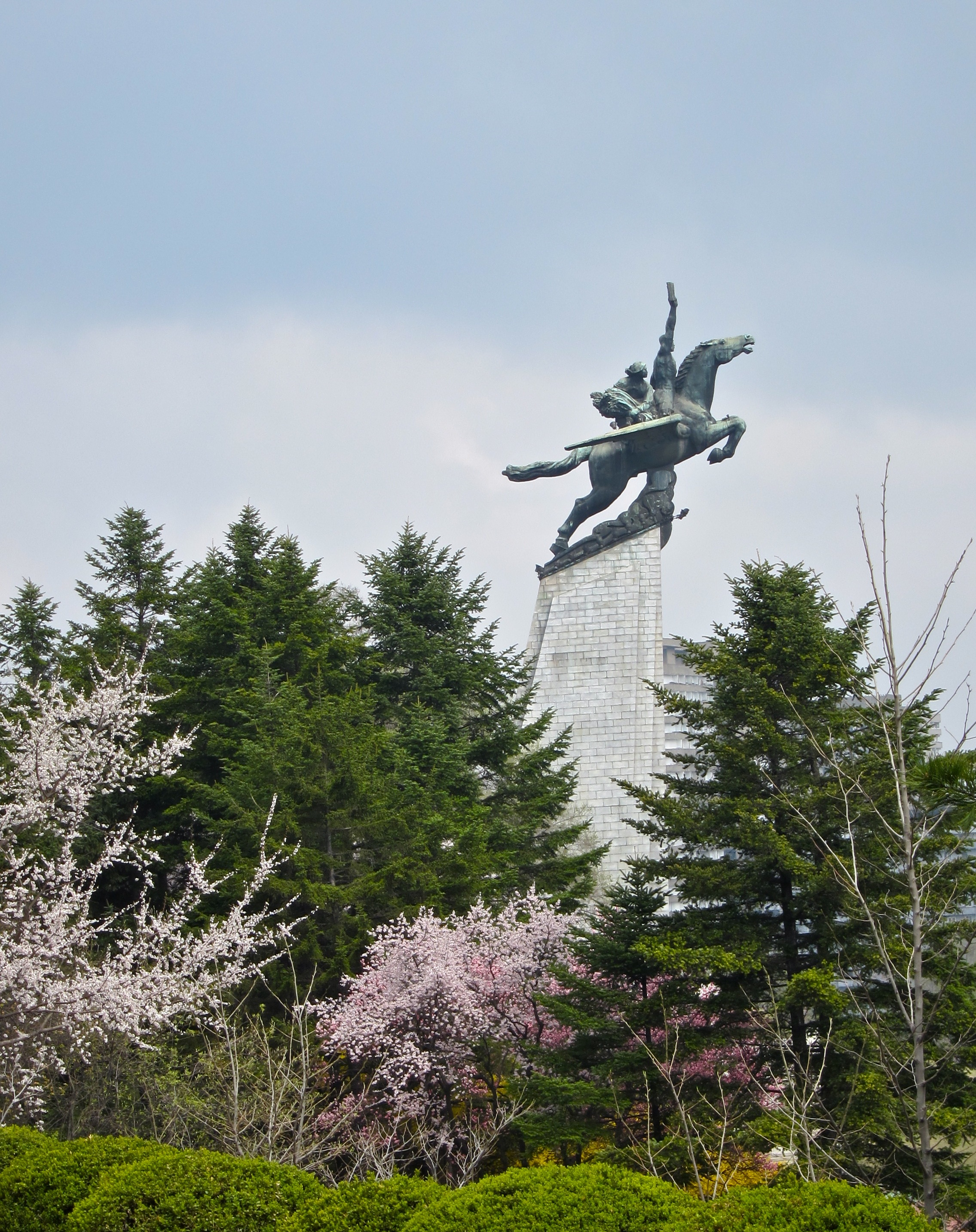
A Cshollima-szobor

A Cshollima-szobor (koreaiul: 천리마동상, Cshollima tongszang) Észak-Korea fővárosában, Phenjanban található. A cshollima egy pegazushoz hasonló mondabeli lény a kelet-ázsiai kultúrában. A neve kínaiul Csienlima (Qianlima), japánul pedig Szenrima. Mindhárom elnevezés eredeti jelentése: „ezer li-s ló”. A „li” egy kelet-ázsiai mértékegység, 500 méternek felel meg.
Az észak-koreai labdarúgó-válogatott erről a mitikus lényről kapta a becenevét. Számos más, észak-koreai program viseli a nevét, mint például a Cshollima mozgalom, ami Észak-Korea gyors fejlesztésére irányult, hasonlóan, mint a kínai Nagy ugrás politikai program.

## Története
A koreai háború után az ország romokban hevert, és az újjáépítéshez szükség volt a nép bátorítására. Ez volt az egyik fő oka annak, hogy a mitikus lényt újra „divatba hozták”. A cshollima-szobor, és maga a lény is újjáépítésének szimbóluma lett.
Számos hasonló, cshollimát ábrázoló emlékmű található még Phenjanban. Az észak-koreaiak elmondása szerint a szobor a hősiességet, a "koreai nép állandó harci szellemét", a fejlődés, és az újítások gyorsaságát jelképezi, ami olyan gyorsan halad, akár a mondabeli lény. 
A Manszude tetején álló szobor építése 1961. április 15-én fejeződött be. A bronzból készült szobor magassága 14 méter, hossza 16 méter. Az állvány magassága 32 méter, így a szobor teljes magassága állvánnyal együtt 46 méter.

## Fordítás
- Ez a szócikk részben vagy egészben  a(z)   천리마동상 című koreai Wikipédia-szócikk fordításán alapul.  Az eredeti cikk szerkesztőit annak laptörténete sorolja fel. Ez a jelzés csupán a megfogalmazás eredetét és a szerzői jogokat jelzi, nem szolgál a cikkben szereplő információk forrásmegjelöléseként.